# Los Cerros
Los Cerros är en ort i Mexiko.   Den ligger i kommunen Tierra Blanca och delstaten Veracruz, i den sydöstra delen av landet, 300 km öster om huvudstaden Mexico City. Los Cerros ligger 23 meter över havet och antalet invånare är 153.
Terrängen runt Los Cerros är mycket platt, och sluttar österut. Runt Los Cerros är det ganska tätbefolkat, med 65 invånare per kvadratkilometer. Omgivningarna runt Los Cerros är en mosaik av jordbruksmark och naturlig växtlighet.